# Dendrobium ritaeanum
Dendrobium ritaeanum är en orkidéart som beskrevs av George King och Robert Pantling. Dendrobium ritaeanum ingår i släktet Dendrobium, och familjen orkidéer. Inga underarter finns listade i Catalogue of Life.